# Hans Nicolai Jacobsen
Hans Nicolai Jacobsen (født 4. maj 1832 i Tórshavn, død 1919), også kaldet Hans Niklái Jacobsen, var en færøsk boghandler og politiker. Han var en af de ni indbydere til Julemødet 1888, som nmarkerer begyndelsen på den færøske selvstændighedskamp.
Han lærte at læse, skrive og regne før han lærte sig håndværket som bogbinder. Han grundlagde H.N. Jacobsens Bókahandil i Tórshavns daværende hovedgade Gongin (på Tinganes) under Ólavsøka 29. juli 1865. Boghandelen eksisterer fremdeles, og er en af Færøernes ældste virksomheder. Den har dog ligget ved Vaglið i ene ende af Niels Finsens gøta siden 1918, i en bygningen som før husede Tórshavns realskole.
Han var far til sprogforskeren Jakob Jakobsen.